# Josefskapelle (Hochhausen)

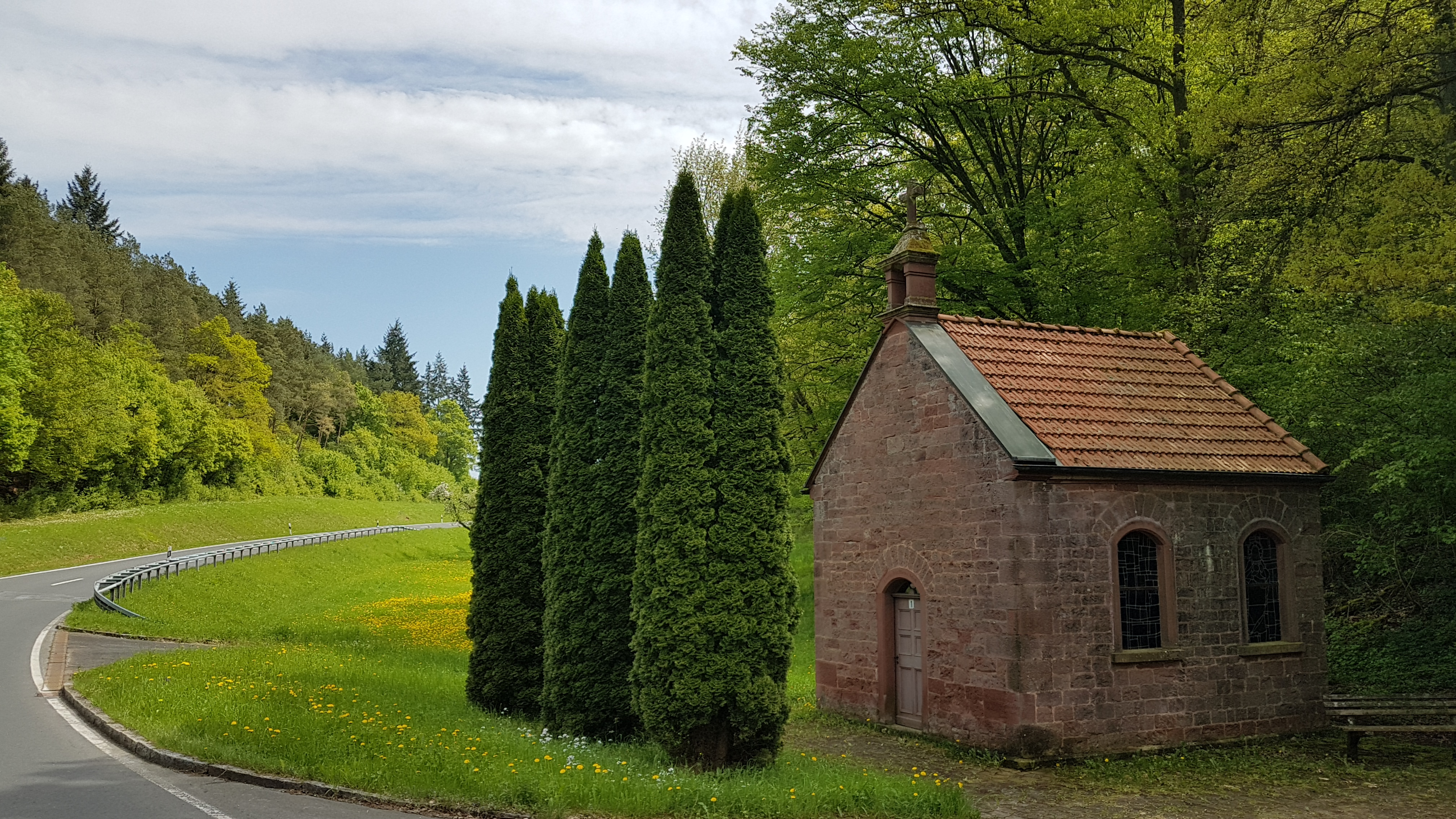
Die Josefskapelle bei Hochhausen im Maisenbachtal am Gemarkungsdreieck Tauberbischofsheim/Werbach/Külsheim

Die Josefskapelle (auch Josephskapelle) ist eine römisch-katholische Kapelle bei Hochhausen, einem Stadtteil von Tauberbischofsheim im Main-Tauber-Kreis. Die Kapelle befindet sich unweit zu den Gemarkungsgrenzen von Tauberbischofsheim mit Werbach und Külsheim im Maisenbachtal in der Nähe einer Straßenkreuzung zwischen Hochhausen, Eiersheim und Gamburg.

## Geschichte

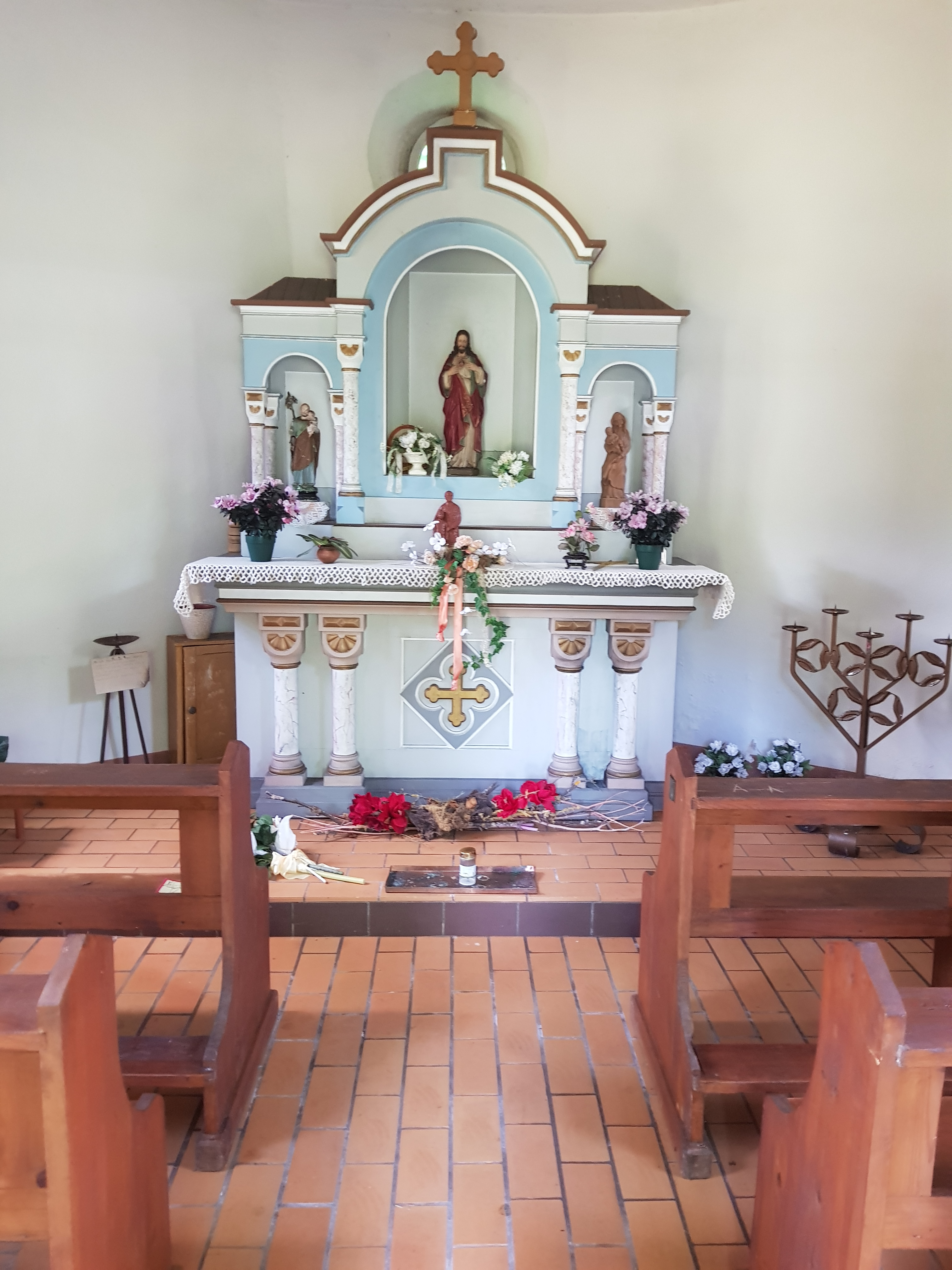
Das Kapelleninnere

Die Josefskapelle wurde 1891 von Josef Freund aufgrund eines Vermächtnisses des Verstorbenen Gottfried Freund erbaut. Die Freunds aus Gamburg waren die ehemaligen Besitzer der Maisenbacher Mühle an der Gemarkung zu Uissigheim, die sie bis 1938 bewohnten, als diese durch einen Brand vollständig zerstört wurde. 1985 wurde die Kapelle in Gemeinschaftsarbeit mit einigen Gymnasiasten des Matthias-Grünewald-Gymnasiums Tauberbischofsheim unter der Leitung von Pfarrer Ghiraldin, Günther Schäfer (dem damaligen Bürgermeister von Werbach), Karl Eckert (dem damaligen Ortsvorsteher von Gamburg) und Fritz Otzdorff (vom Heimatverein Gamburg) trockengelegt und renoviert.

## Kapellenbau und Ausstattung
Im Kapelleninneren befindet sich ein Altar. Kurze Zeit nach einer Renovierung im Jahre 1985 wurden die Figuren Josef, Maria und Wendelin aus der Kapelle gestohlen. Neben der Kapelle befindet sich ein Dreifaltigkeitsbildstock von 1842.